# Wilenius båtvarv

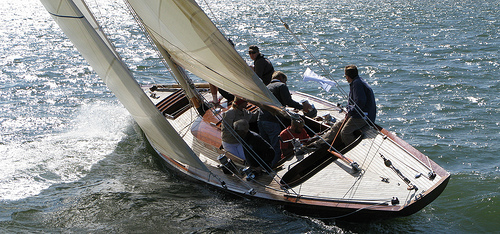
Vågspel, ritad av Birger Slotte och byggd 1943 som en av de sista 8mR-båtarna byggda i Finland.

Wilenius båtvarv är en finländsk båttillverkare, som grundades 1932 av Ludwig Wilenius i Borgå på västra sidan av Borgå å.
Ludwig Wilenius var båtmästare och förman på det 1910 grundade Borgå Båtvarf, som låg på östra sidan av ån och som lades ned efter att ha totalförstörts av en brand under 1930-talets första hälft. Wilenius båtvarv har byggt omkring 450 träbåtar, varav flertalet motorbåtar, men också många segelbåtar för tävlingar och havskryssningar. Åren efter andra världskriget var varvets mest framgångsrika period, med runt 20 anställda.
Varvet övertogs efter Ludwig Wilenius död 1984 av sonen Kaj Wilenius, som drev det till 2014. Varvets sista nybygge skedde på 1980-talet. Varvet är fortfarande i drift som reparationsvarv av träbåtar. Två ursprungliga byggnader finns fortfarande kvar, medan den ursprungliga verkstaden revs 2008, och smedjan monterats ned.  
Varvets fortsatta tillvaro har hotas under 2010-talet av kommunala plandiskussioner om västra åstranden.

## Byggda båtar i urval
- Vågspel, 1943
- Moshulu, 1947